# Storia di Salerno

Gonfalone della città di Salerno

Questa voce riguarda la storia di Salerno, dai primi insediamenti sul territorio sino ai giorni nostri.

## Periodo pre-romano

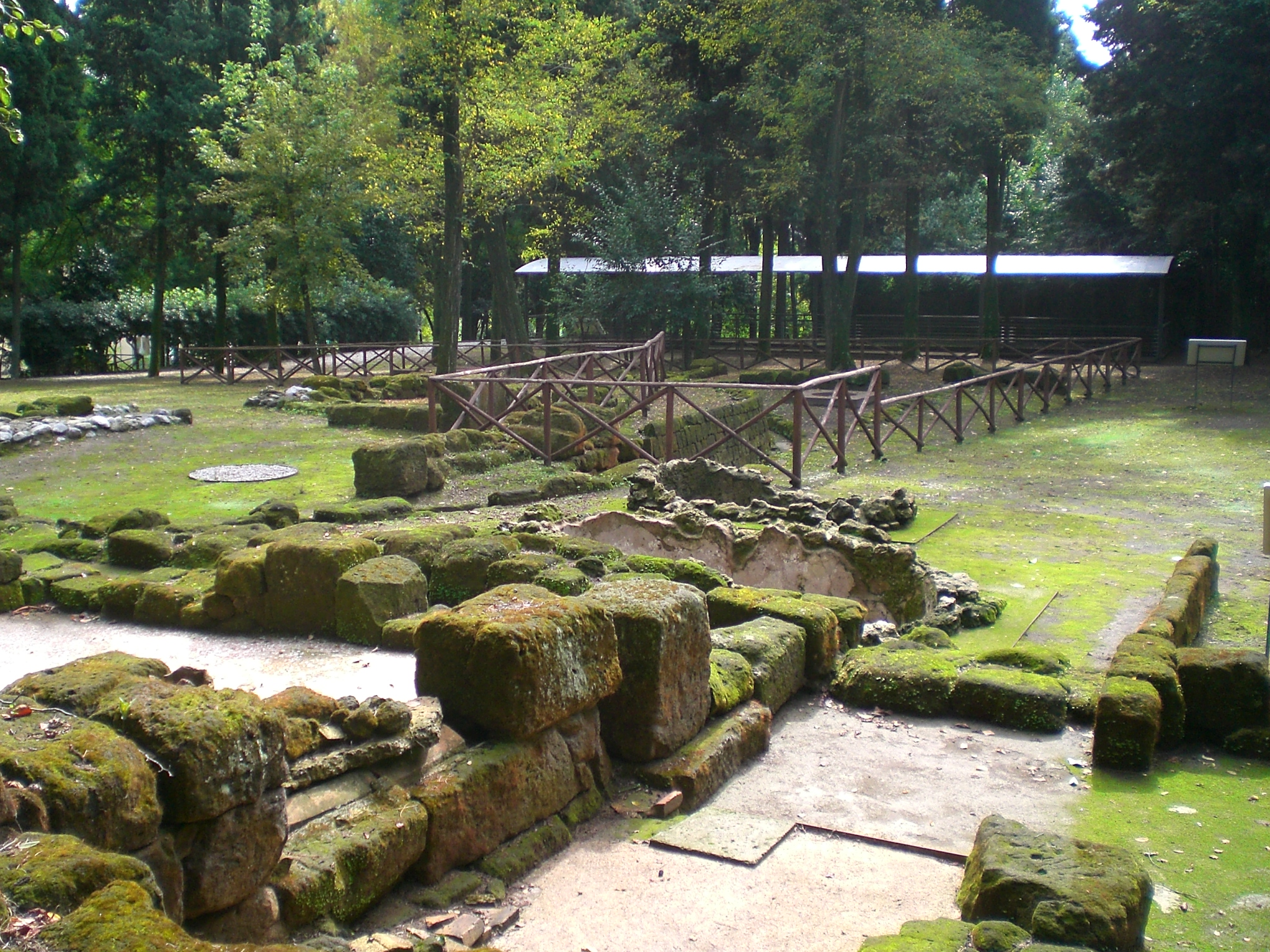
L'area archeologica di Fratte

Si ritiene che il territorio di Salerno sia stato abitato sin dalla preistoria, tuttavia è intorno al VI secolo a.C. che si hanno le prime testimonianze di un insediamento etrusco, che sorgeva sul fiume Irno nei pressi dell'attuale quartiere di Fratte. Questo primo nucleo rappresentava un importante avamposto strategico-commerciale per i traffici tra gli Etruschi e le vicine colonie greche di Poseidonia ed Elea.
Il nome dell'insediamento è ancora oggetto di discussioni: alcuni identificano Fratte con una ancora non ben individuata città di Irna, altri con l'antica Marcina citata da Strabone nella sua Geografia.
L'identificazione di Fratte con Irna è dovuta al ritrovamento in Campania di alcune monete con la dicitura "Irnthi", cioè con -thi suffisso locativo; tali monete però non sono state ritrovate in loco e, inoltre, l'antico nome del fiume forse non era Irno ma Lirino. D'altra parte alcune fonti sembrano situare in Vietri sul Mare il luogo dove sorgeva Marcina.
Nel V secolo a.C., a seguito della Battaglia di Cuma e la conseguente sconfitta subita da parte degli etruschi, la città fu occupata progressivamente dai sanniti ed entrò nella sfera commerciale delle città greche. Dai ritrovamenti archeologici si è potuto constatare come le diverse città dell'area, etrusche, greche o sannite che fossero, commerciavano e avevano scambi culturali continui.

## Periodo romano

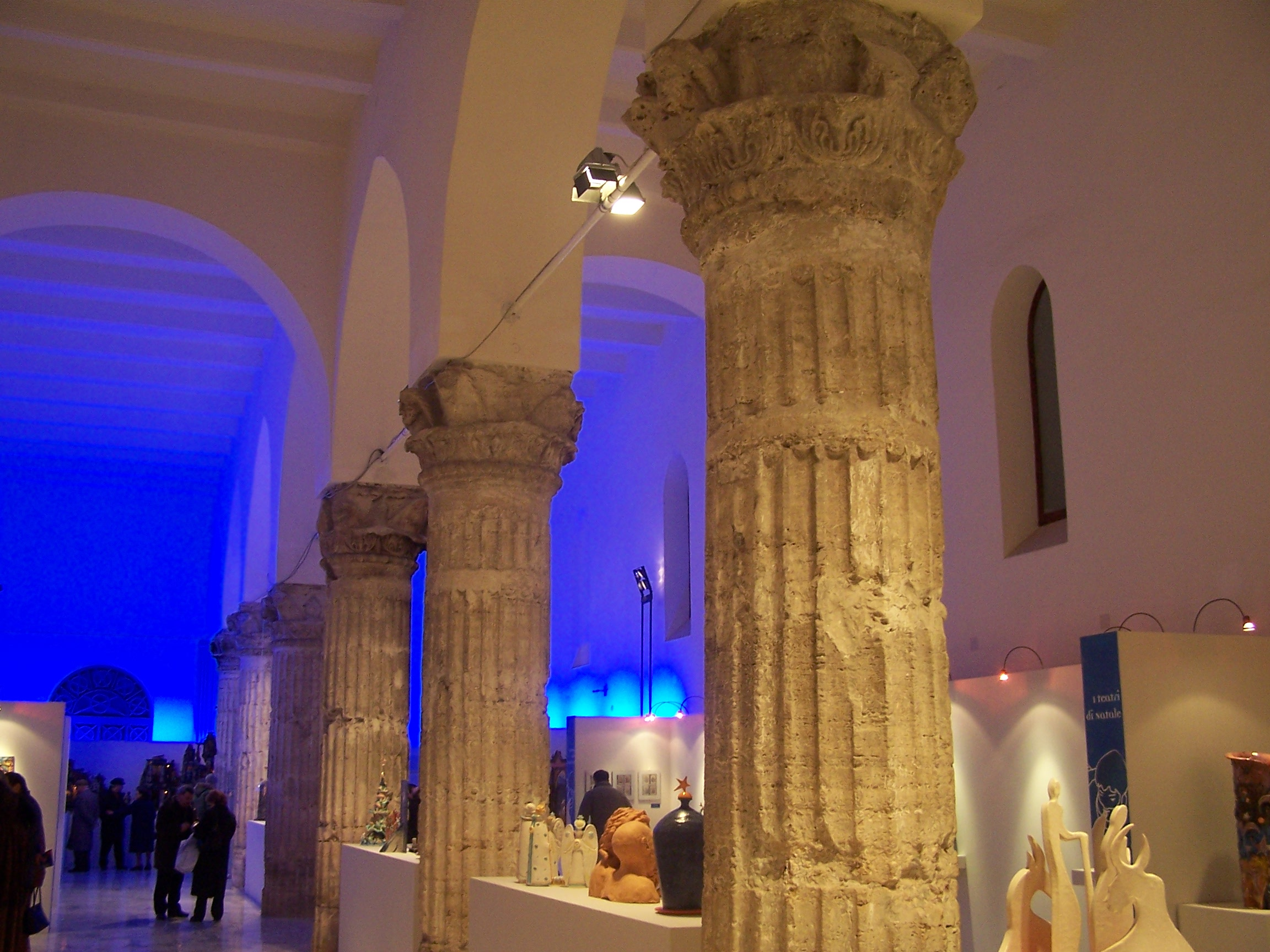
Tempio di Pomona

Con l'avanzata dei Romani nell'Italia meridionale Irna perse importanza mentre nacque ai piedi della collina Bonadies la cittadina di Salernum, che si sviluppava intorno ad un castrum romano. I Romani conoscevano questa cittadina e i loro abitanti già dalla fine del III secolo a.C., quando, durante la seconda guerra punica (221-202 a.C.), Scipione l'Africano elogiò i "Salernitani" definendoli "indomiti guerrieri esperti soprattutto nel lancio dei giavellotti".
Nel 197 a.C., all'epoca in cui una colonia fu dedotta su proposta del tribuno Caio Atinio, l'insediamento si espanse. Ascritta alla tribù Menenia, era popolata da coloni Romani che avevano il ruolo primario di presidiare la regione e controllare le popolazioni che, al contrario di Salerno, erano state favorevoli ad Annibale. Col passare dei secoli, la sua funzione militare cedette il passo a quella commerciale. La città era attraversata dalla Via Popilia, che collegava Roma alla Lucania e a Reggio, e di conseguenza divenne un nodo cruciale per i traffici da e per l'Italia meridionale.
I ritrovamenti archeologici, benché frammentari, fanno pensare a una città florida. Durante l'impero di Diocleziano era il centro amministrativo (sede del corrector), insieme a Reggio, della provincia di Lucania et Bruttii. Il decumano maggiore era l'attuale via Tasso, mentre il foro era situato nell'odierna piazza Conforti. Non molto distante, l'attuale palazzo arcivescovile mostra chiari segni di un preesistente tempio pagano (dedicato probabilmente a Pomona).
Con le invasioni barbariche e la guerra greco-gotica, Salerno seguì il destino delle altre città del meridione, passando sotto il dominio bizantino. Durante la campagna contro gli Ostrogoti, intorno al 538 d.C., condotta dai bizantini Belisario e Narsete, il castrum romano presente sul monte Bonadies, primo nucleo del Castello di Arechi, venne restaurato ed ampliato, assumendo una notevole importanza strategica.

## Periodo Longobardo

Il Principato di Salerno intorno al mille includeva tutto il sud Italia continentale

Salerno restò bizantina fino al VI secolo. Dopo una lunga lotta tra i Bizantini e i Longobardi, nel 646 d.C. la città cadde in mano a questi ultimi come parte del Ducato di Benevento, anche se le testimonianze di presenze longobarde,già a partire dal VI secolo,sono accertate dal ritrovamento di una tomba, nel Complesso archeologico di San Pietro a Corte, di una bambina di nome Teodonanda, morta il 27 settembre 566. Con l'avvento della dominazione longobarda la città conobbe il periodo più ricco della sua storia, durato più di cinque secoli.
Nel 774 il principe di Benevento Arechi II decise di trasferire la sua corte a Salerno. La città acquistò importanza e furono edificate numerose opere, tra cui la sontuosa reggia, della quale rimangono tracce sparse nel centro storico, edificio a cui si affiancava la Cappella Palatina (Chiesa di San Pietro a Corte).
Nell'839 il principato di Salerno divenne indipendente da Benevento, acquisendo i territori del Principato di Capua, la Calabria settentrionale e la Puglia fino a Taranto.
Il principe Guaimario IV, nella prima metà dell'anno 1000, annesse anche Amalfi, Sorrento, Gaeta ed il Ducato di Puglia e Calabria, cominciando in tal modo ad ipotizzare un regno che comprendesse tutta l'Italia meridionale.  Finanche Giovanni V, Duca di Napoli, si dichiarò "vassallo" del principe Guaimario nel 1039 e gli rimase fedele durante tutto il suo regno. 
Opulenta Salernum fu la dizione coniata sulle monete che erano battute dalla città per i suoi traffici nel X e XI secolo, a testimonianza del momento di particolare splendore. La "Schola Medica" di Salerno era rinomata in tutta Europa.
Il principato tuttavia era scosso dalle continue incursioni dei Saraceni (specialmente in Calabria e Puglia) e dalle lotte interne per il potere. In uno di questi complotti, nel 1052, Guaimario venne assassinato. Gli successe il figlio, Gisulfo II, ma il dominio Longobardo sul meridione era ormai avviato al termine.

## Periodo normanno
Intorno al 1000 fecero la comparsa in Italia meridionale i Normanni, assoldati di volta in volta nelle contese locali dal potente di turno. In particolare, tra questi valorosi, si distinse Roberto il Guiscardo (l'astuto) della famiglia degli Altavilla (Hauteville), il quale ottenne di sposare la principessa di Salerno Sichelgaita, figlia di Guaimario.
Nel 1076 il Guiscardo assediò Salerno, retta dal cognato, il principe Gisulfo II. La città venne espugnata per fame dopo otto mesi di assedio (assedio di Salerno (1076-1077)) e il principato passò sotto il dominio normanno.

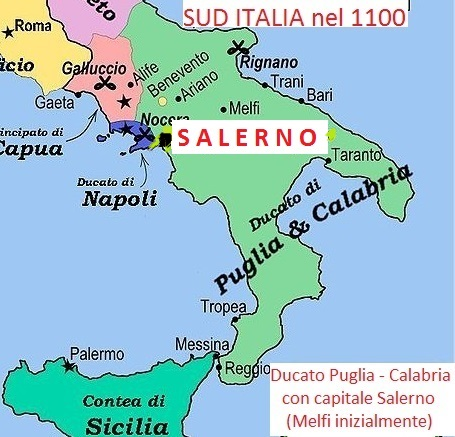
Salerno, capitale del "Ducato di Puglia e Calabria" nel 1100

Salerno divenne così il centro più importante dei territori normanni, che si estendevano sull'intera Italia meridionale peninsulare.
La città acquistò nuova vitalità, diventando una città di rilievo del meridione normanno peninsulare: venne costruita una nuovo castello, Castel Terracena, ed il duomo in stile normanno. Quest'ultimo, fortemente voluto dal Guiscardo per celebrare la propria potenza, sarà consacrato dal papa Gregorio VII che risiedeva in esilio a Salerno sotto la protezione del duca. La chiesa fu dedicata all'Apostolo Matteo a seguito del ritrovamento sotto la precedente cattedrale delle spoglie mortali del santo. Nella cripta sono tuttora conservate le reliquie dell'evangelista, santo protettore della città.
Già 1127 perse la sua posizione di rilievo e soprattutto con l’unificazione del ducato di Puglia e Calabria al Regno di Sicilia del 1130 di Ruggiero d'Altavilla, con capitale Palermo. La dinastia normanna di Salerno si era estinta col duca Guglielmo; Salerno, comunque, continuò a mantenere un ruolo di rilievo tra le città del Regno di Sicilia.
Nel 1160, in seguito alla rivolta dei baroni, Guglielmo I decise di punire la città distruggendola, così come aveva già fatto per Bari. Malgrado le intercessioni dei salernitani Matteo d'Aiello e Romualdo Guarna, la flotta del sovrano salpò da Palermo alla volta del golfo di Salerno. Durante il viaggio però una provvidenziale tempesta respinse violentemente le navi: il popolo salernitano (per la prima volta) attribuì a San Matteo la salvezza della città.

## La Scuola Medica Salernitana

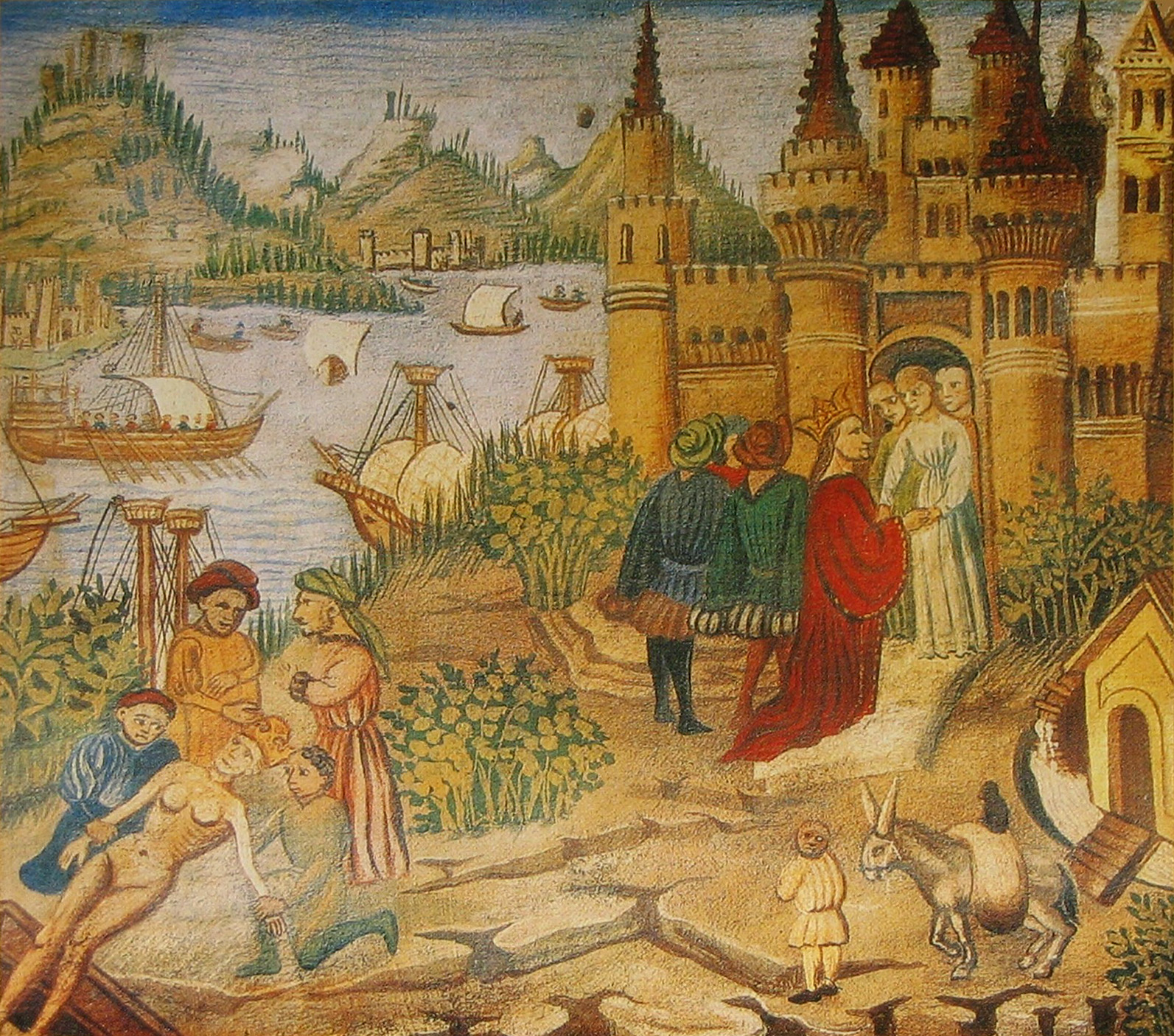
La scuola medica in una miniatura del Canone di Avicenna

In questo periodo (IX secolo) fu fondata la Scuola Medica Salernitana che rappresentava la prima istituzione medica dell'Europa cristiana. Testo fondamentale della Scuola fu il Regimen Sanitatis Salernitanum, una raccolta di 103 aforismi in versi che fu pubblicato nelle maggiori città europee, dalla invenzione della stampa a caratteri mobili e fino ad oggi, in oltre 200 edizioni.
A Salerno, porto di mare aperto agli influssi del mondo arabo e bizantino, la Scuola trovò terreno fertile per far rifiorire l'arte medica; qui si tornò a studiare Ippocrate e Galeno, ed era possibile seguire lezioni di docenti provenienti da tutto il Mediterraneo.
La leggenda infatti vuole che la Scuola sia nata dall'incontro fortuito, durante un temporale, di quattro medici: un arabo, un ebreo, un latino e un greco (Adela, Elino, Salerno e Ponto).
La Scuola Medica Salernitana è considerata l'antenata delle Università europee; per tutto il Medioevo godette di grandissimo prestigio e Salerno fu il punto di riferimento per chiunque avesse bisogno di cure o volesse apprendere l'arte medica.
La Scuola, inoltre, fu la prima istituzione europea in cui le donne goderono di diritti pari a quelli degli uomini. Infatti le Mulieres Salernitanae, la più famosa delle quali fu Trotula de Ruggero, furono forse le prime donne ad insegnare ed esercitare la professione medica ed a scrivere trattati di carattere clinico-farmacologico.

## Periodo Svevo

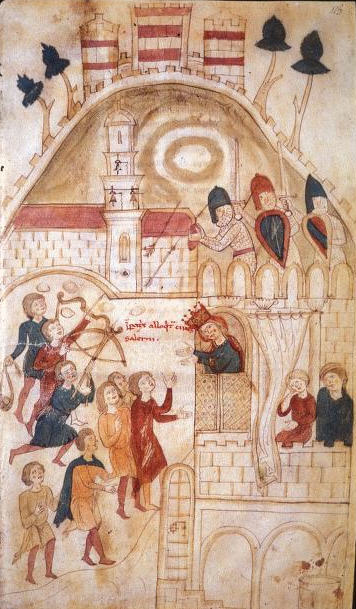
L'imperatrice Costanza prigioniera in Castel Terracena, dal Liber ad honorem Augusti

Alla morte di Guglielmo II di Sicilia senza eredi si aprì una lotta per la successione al trono normanno. I due pretendenti erano l'imperatore Enrico VI e Tancredi di Lecce, appoggiato dal papa.
Durante l'assedio di Napoli l'imperatore si ammalò e la città di Salerno aprì le sue porte affinché il sovrano fosse curato dai medici della sua Scuola Medica.
Una volta guarito Enrico si affrettò a ritornare in Germania dove, in seguito alla diffusione della notizia della sua morte, si erano sollevate delle sommosse. L'imperatrice Costanza d'Altavilla invece si trattenne a Salerno nella reggia dei suoi avi, il Castel Terracena.
Nel frattempo però in città la fazione normanna, capeggiata da Matteo d'Aiello, aveva avuto il sopravvento: l'Imperatrice fu fatta prigioniera e consegnata a Tancredi di Lecce. Il principe normanno trattò la regina con tutte le onorificenze e, trattandosi di sua zia, compì un gesto di magnanimità rilasciandola con ricchissimi doni (alcune fonti dicono però che il rilascio avvenne per intercessione del papa Celestino III).
Il gesto dei Salernitani comunque non doveva rimanere impunito: nel 1194 Enrico VI scese di nuovo in Italia e ricambiò l'affronto subito dalla moglie saccheggiando e distruggendo la città. Fu probabilmente in questa occasione che molti manoscritti della Scuola furono portati in nord Europa dove sono tuttora conservati.
Le cose non andarono meglio con il figlio, Federico II, che emanò diversi editti che relegarono Salerno a un ruolo di secondo piano. In particolare la Scuola Medica perse parte della sua importanza con la fondazione dell'Università a Napoli, anche se nelle Costituzioni Melfitane Federico riconobbe alla Scuola l'autorità esclusiva di rilasciare le lauree in medicina.
Durante il regno di Manfredi la città poté contare sull'enorme influenza che il salernitano Giovanni da Procida aveva presso la corte sveva. In questo periodo, infatti, fu istituita la fiera di San Matteo, che si svolgeva due volte l'anno: il mese di settembre, in occasione della festa del santo, e nel mese di maggio, nella ricorrenza della translazione delle reliquie (6 maggio). Inoltre nel 1260 si diede inizio ai lavori di sistemazione del porto, fortemente richiesto dai Salernitani; a testimonianza di ciò, ancora oggi, il molo più antico dello scalo porta il nome del sovrano svevo ("molo Manfredi").

## Dal 1300 al 1700

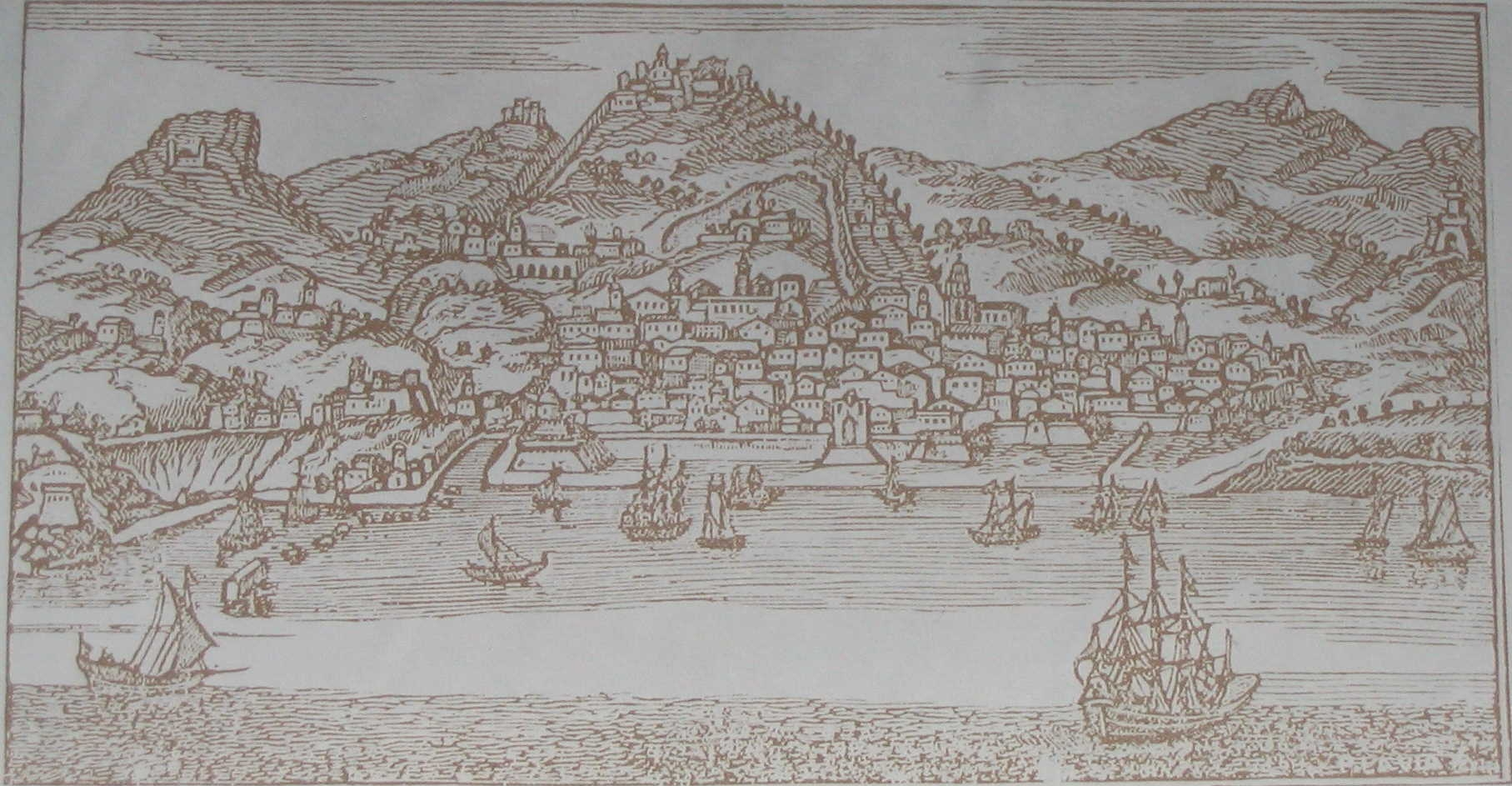
Salerno nel 1600

A partire dal XIV secolo la città di Salerno e gran parte dell'attuale sua provincia divennero dominio dei principi di Sanseverino, una potente famiglia feudale che ebbe molta influenza sulle sorti del Regno di Napoli per gran parte del Rinascimento.
Nel XV secolo la città fu teatro di scontri tra le case reali degli Angioini e degli Aragonesi, con cui i signori locali si allearono alternativamente.
Il XVI secolo fu un periodo funesto per la città. Già durante la prima metà del secolo l'ultimo discendente dei Sanseverino (Ferrante Sanseverino, contrario all'Inquisizione) entrò in conflitto con i governanti spagnoli, portando alla rovina l'intera famiglia. La loro caduta si ripercosse anche sulle popolazioni, poiché i loro beni furono confiscati, suddivisi e quindi donati o venduti a numerosi signori, segnando l'inizio di un lungo periodo di decadenza per la città di Salerno.
Nel 1544 accadde un episodio leggendario che rimarrà nella memoria della città attraverso il suo stemma: il 27 giugno di quell'anno il pirata Kahir-Ad-Din entrò nel golfo di Salerno con le sue navi e rimase in rada davanti alle città di Salerno ed Amalfi, preparandosi ad attaccarle e saccheggiarle. Le due città si prepararono al peggio; molti abitanti corsero alle armi, altri fuggirono sulle colline, altri ancora si radunarono nel duomo di Salerno chiedendo protezione al santo patrono. Fu così che avvenne un avvenimento miracoloso: un'improvvisa e violenta tempesta ricacciò le navi dei pirati e salvò la città dal pericolo. I salernitani ringraziarono il loro santo patrono e ne inserirono l'effigie nello stemma della città.
Nel 1647, parallelamente alla rivolta napoletana capeggiata da Masaniello, scoppiò a Salerno un moto popolare capeggiato dal pescivendolo Ippolito di Pastina. La rivolta nacque come reazione alla miseria dovuta alla frammentazione del potere locale, seguito alla caduta dei Sanseverino e all'indiscriminato aumento delle tasse imposte dagli spagnoli.
Nel 1656 Salerno fu colpita da un'epidemia di peste che ne decimò la popolazione. La città stava lentamente riprendendosi quando il 5 giugno 1688 subì un violento terremoto, seguito da una nuova scossa nel 1694.
Occorsero decenni perché le sorti di Salerno si risollevassero da questi eventi funesti. Ai primi del Settecento la città era ridotta ad un piccolo abitato di poche migliaia di abitanti.
Solo nella seconda metà del settecento iniziò la lenta rinascita della città, che fu abbellita da alcuni palazzi e chiese.
Nel 1755 veniva redatto il catasto onciario cittadino che enumerava 1500 famiglie e 639 forestieri (religiosi ed altro). All'epoca la cosiddetta "universitas" di Salerno comprendeva gli attuali comuni di Pellezzano, Pontecagnano Faiano e diversi altri "casali" oggi scomparsi o accorpati in altri centri. I 10.000 abitanti circa del centro della città propriamente detto, cioè "Salerno-corpo" vivevano nelle abitazioni ubicate presso le seguenti parrocchie: San Massimo, San Matteo, Carmine, San Lorenzo, la parrocchia dei 12 Apostoli, S.Maria a Torre, S.Lucia de Giudaica; il nucleo centrale della città era detto "dentro Salerno" e vi si accedeva dalle seguenti porte: Porta Catena, Porta San Nicola di Palma, Porta Rotese e Porta di Mare, Porta Nova, Dogana.

## Salerno durante il Risorgimento

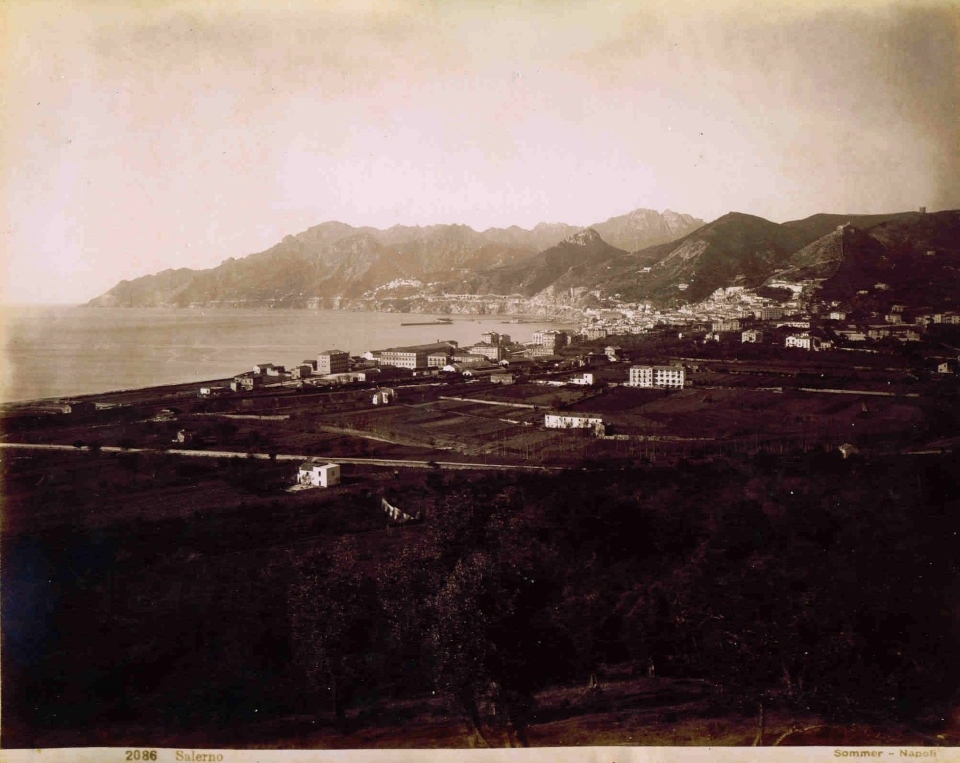
Salerno alla fine dell'Ottocento

Nel 1857, a seguito della fallita spedizione di Sapri di Carlo Pisacane, Giovanni Nicotera sopravvissuto fu portato a Salerno e, sottoposto a processo, condannato a morte, pena poi commutata in carcere a vita.Secondo lo storico Seton-Watson (in "Italy from Liberalism to Fascism, 1870-1925") la maggioranza della popolazione di Salerno abbracciò entusiasticamente le idee risorgimentali e nel 1861 molti salernitani parteciparono con Giuseppe Garibaldi all'Unità d'Italia. Nove cittadini salernitani fecero parte dei "Mille" nel 1861.
Con l'Unità d'Italia la crescita demografica della città, dovuta anche in parte alle migliorate condizioni igienico-sanitarie dell'area, è stata quasi vertiginosa: i ventimila abitanti erano diventati ottantamila alla fine della seconda guerra mondiale e quasi 160.000 negli anni settanta.

## L'industrializzazione nell'Ottocento
Nell'Ottocento nacquero a Salerno le prime industrie, per lo più a capitale straniero: nel 1830 sorse nella zona di Fratte una filanda ad opera della società svizzera Züblin Vonwiller, presto affiancata dagli stabilimenti di tessitura e tintura della società Schlaepfer-Wenner. Contemporaneamente sorgevano nella stessa zona di Fratte anche i molini e pastifici Dini, tra i più grandi dell'epoca.
La famiglia Wenner, in particolare, avrà un ruolo determinante nella storia delle manifatture di Salerno e della valle dell'Irno. La seconda e terza generazione di questa famiglia, nata a Salerno nei luoghi dove sono sorti gli stabilimenti, contribuirà a far crescere ulteriormente l'industria fino ai primi decenni del 1900.
Nel 1861, anno dell'unificazione, Salerno era la terza provincia italiana per valore aggiunto pro capite. Nel 1877 risultavano sul territorio 21 fabbriche tessili con circa 10.000 operai: Salerno venne soprannominata "la Manchester delle Due Sicilie". Per dare un termine di paragone, si pensi che nello stesso periodo a Torino, città tra le più industrializzate d'Italia, lavoravano in questo settore solo 4 000 operai.
Nel Regno d'Italia Salerno ha conosciuto una crescita sostenuta: i suoi oltre 15.000 abitanti nel 1860 crebbero dieci volte fino al 1980, registrando contemporaneamente una notevole crescita socio-economica. Infatti nel 1866 fu creata la Stazione ferroviaria di Salerno e la città successivamente fu collegata da nuove ferrovie con Reggio Calabria e Potenza, il suo porto fu ingrandito anche per navi mercantili transoceaniche, inoltre furono costruiti ospedali e scuole per tutta la cittadinanza ed ai primi del Novecento fu creato un piano urbanistico (che contemplava un moderno lungomare e numerosi palazzi pubblici e residenziali di alto livello, dal Palazzo del Tribunale al Teatro Verdi ed alla Prefettura.

## Lo sbarco Alleato

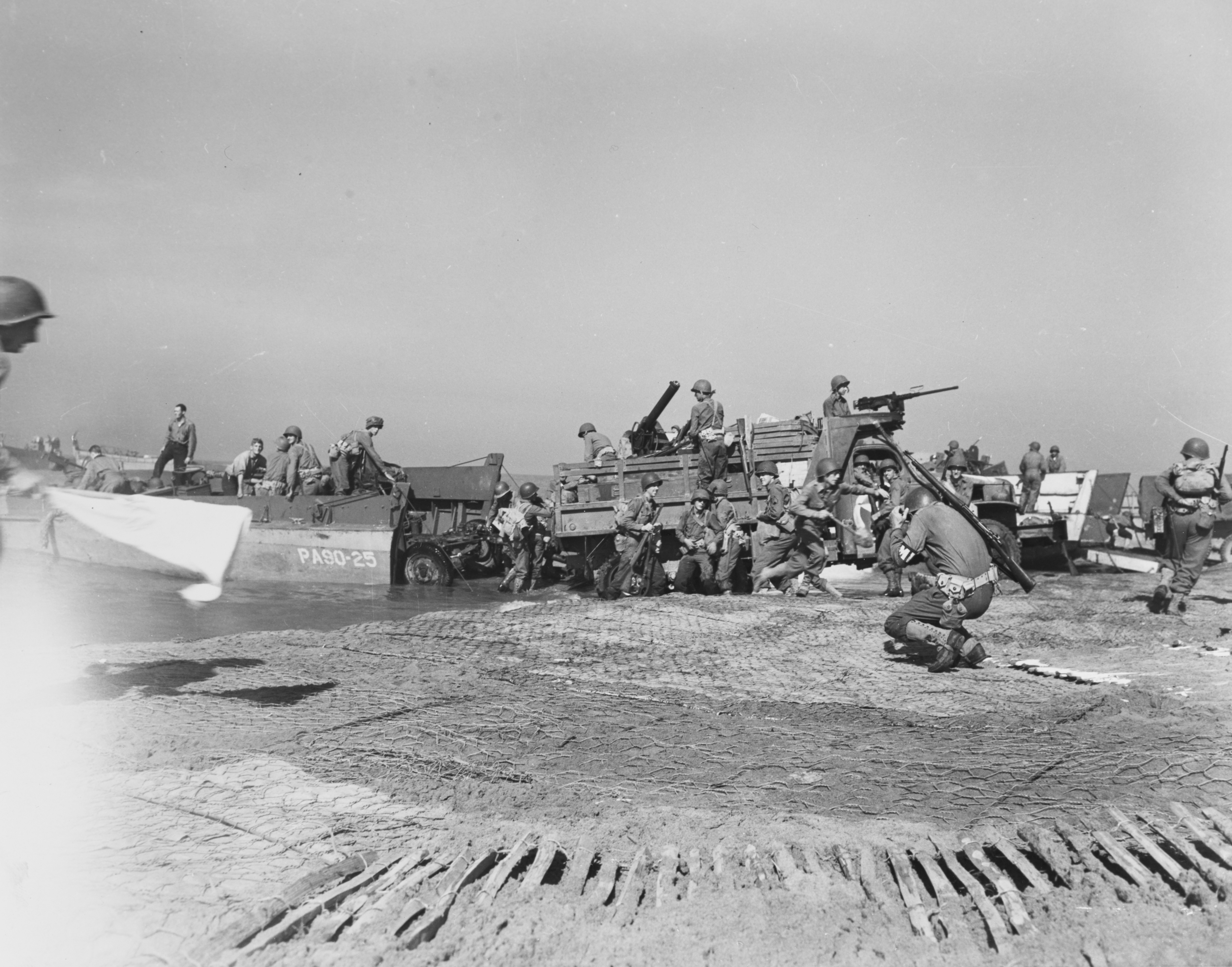
L'artiglieria delle truppe Alleate mentre sbarca sulle spiagge di Salerno

Dal giugno al settembre del 1943, Salerno fu bombardata dalle forze aeree anglo-americane. La notte successiva l'8 settembre, giorno dell'armistizio, gli Alleati diedero inizio all'Sbarco a Salerno, diretto dai generali Clark ed Alexander: centinaia di navi da guerra effettuarono lo sbarco nel golfo di Salerno, da Vietri sul Mare ad Agropoli, mentre l'aviazione batteva a tappeto la città e la piana di Paestum.
L'esercito tedesco cercò invano di contenere lo sbarco degli Alleati.
Le battaglie durarono per più di una settimana, con enormi perdite anche tra i civili. Furono completamente distrutti all'incirca 15.000 vani e quasi un quarto dei fabbricati industriali dell'area cittadina. Oltre l'ottanta per cento degli immobili di Salerno furono danneggiati dai combattimenti.

## Salerno Capitale d'Italia
All'inizio del 1944 l'Italia da Montecassino in su era ancora occupata dai tedeschi. In questo contesto la città di Salerno fu scelta per ospitare i primi governi del dopo fascismo: dal febbraio all'agosto 1944 Salerno fu Capitale d'Italia.
Nel febbraio 1944 il governo si stabilì a Salerno e ricevette dagli alleati il controllo di tutta l'Italia meridionale.

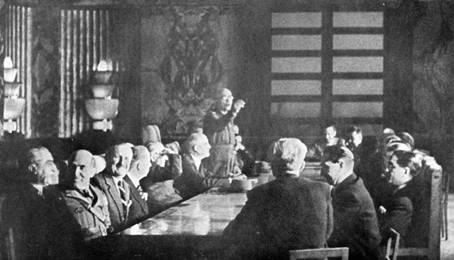
Prima seduta del governo Badoglio nel "Salone dei Marmi" del Palazzo di Citta' di Salerno

Infatti l'11 febbraio 1944 si trasferì a Salerno il primo governo di Pietro Badoglio (Governo Badoglio I), a cui parteciparono due ministri salernitani (Giovanni Cuomo all'educazione nazionale e Raffaele Guariglia agli esteri). Il 27 aprile 1944 si riunì il primo Consiglio dei ministri del governo di unità nazionale dopo la caduta di Benito Mussolini e del Fascismo, primo passo verso la restaurazione della democrazia in Italia.
Il ministro Cuomo, durante il Governo Badoglio II, ottenne la creazione del "Magistero" di Salerno con sede a Palazzo Pinto nell'antica "Via dei Mercanti". In questa forma si concretizzò la rinascita degli studi universitari a Salerno, dopo che - sciolta la Scuola Medica Salernitana nel periodo napoleonico - anche l'ultimo scampolo di università salernitana era stato abolito dal ministro Francesco De Sanctis subito dopo l'Unità d'Italia.  L'Istituto di Magistero, di cui Cuomo fu presidente del consiglio di amministrazione fino al 1947, si trasformò in Università degli studi di Salerno nel dicembre 1968 a seguito della creazione della facoltà di Lettere e Filosofia.
Ivanoe Bonomi (Governo Bonomi II), divenuto Presidente del consiglio il 18 giugno 1944, sostituì Pietro Badoglio e realizzò con Togliatti la Svolta di Salerno. Il 4 giugno 1944 Roma fu liberata dai tedeschi ma il governo continuò a riunirsi a Salerno fino a metà agosto 1944, quando effettivamente si trasferì a Roma.
In questi cinque mesi di Salerno Capitale, il Re Vittorio Emanuele III alloggiò a Villa Guariglia, una villa gentilizia a Raito frazione di Vietri sul Mare. Alfonso Menna, che fu sindaco di Salerno negli anni cinquanta, era solito dire che l'idea di costruire l'attuale lungomare di Salerno era venuta anche dal Re d'Italia.

## Storia contemporanea

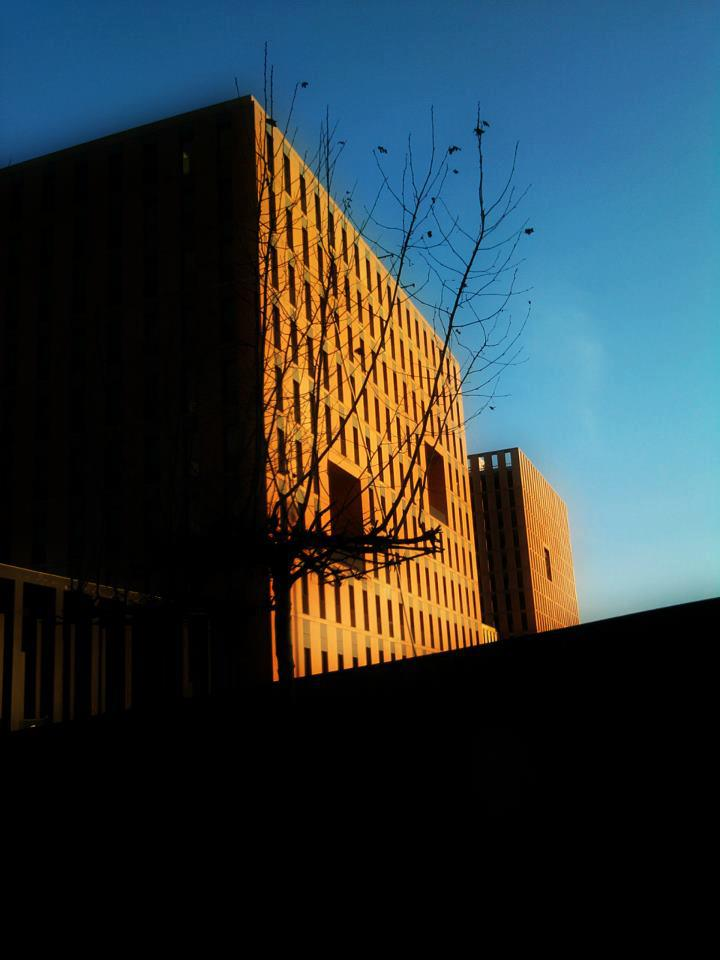
La cittadella giudiziaria disegnata da Chipperfield

Subito dopo la seconda guerra mondiale Salerno aveva uno sviluppo urbanistico limitato ad 80.000 abitanti: la città era compresa tra l'area del suo vecchio porto e la foce del fiume Irno ed era corollata dai numerosi borghi collinari delle zone di Fratte, Ogliara e Giovi.
Dai primi anni cinquanta iniziò un periodo di sviluppo economico-sociale, che si manifestò nella nuova area industriale di San Leonardo e finanche in gare automobilistiche di fama internazionale (come il "Gran Premio di Salerno").
Alla fine del periodo del boom economico, nei primi anni settanta, il capoluogo contava quasi 160.000 abitanti: in pratica aveva raddoppiato la sua popolazione. Da allora iniziò un periodo di relativo stallo nella crescita di Salerno, che da quegli anni ha visto diminuire la sua popolazione per il trasferimento di molti cittadini nei comuni limitrofi.
A partire dalla seconda metà degli anni novanta, la città ha iniziato una serie di politiche volte a migliorare la vivibilità, il decoro urbano e proiettare, soprattutto a livello turistico, Salerno a livello nazionale e internazionale.
Molte sono state le iniziative messe in campo a tale scopo quali le grandi opere di architettura contemporanea (come la Stazione marittima, il Marina d'Arechi, la Cittadella Giudiziaria, ecc..) a firma dei più grandi architetti internazionali, lo sviluppo della lirica e la cultura con la grande programmazione del Teatro Verdi, gli importanti risultati nel campo delle politiche sociali, gli asili nido ed il trattamento dei rifiuti e la raccolta differenziata spinta, che hanno portato la città agli onori delle cronache.
Il 7 gennaio 2012, nel consueto appuntamento della Festa Tricolore a Reggio nell'Emilia, la città di Salerno ha ricevuto, durante le manifestazioni conclusive del centocinquantenario dell'unità nazionale, una copia del primo tricolore a ricordo del ruolo di capitale svolto dalla città al termine dell'ultimo conflitto mondiale.